# Skate or Die
Skate or Die! är ett skateboardspel från Electronic Arts, släppt 1987 för ZX Spectrum, Commodore 64, Amiga, Atari ST, MS-DOS, Apple IIgs och Amstrad CPC. Spelet portades senare till Nintendo Entertainment System (NES) av Konami, och släpptes då av Ultra Games.
I linje med de populära spelen i Epyx samtida serie "--- Games" kunde spelarna tävla i fem olika grenar, individuellt eller sekventiellt. När grenarna spelades sekventiellt kunde upp till åtta spelare delta. Spelet hölls helt fritt från våldselement för att förbättra försäljningen framför allt i Europa.
Anpassningen till Atari och Amiga lades ut på entreprenad till CodeMasters som anlitade Kinetic Designs för själva programmeringsjobbet. Under utvecklingen fanns det en i en version av denna gren av spelet en störtloppsgren där man kunde köra över (och ihjäl) en liten pojke med en ballong när han gick över scenen. Denna animering ändrades dock så han istället bara börjar gråta.[källa behövs]